# ياعلي غوابر (أملش الجنوبي)
یاعلي غوابر (بالفارسية: یاعلی گوابر) هي قرية تقع في إيران في غيلان. يقدر عدد سكانها بـ 125 نسمة بحسب إحصاء 2016.